# Xian de Gaoyi
Le xian de Gaoyi (高邑县 ; pinyin : Gāoyì Xiàn) est un district administratif de la province du Hebei en Chine. Il est placé sous la juridiction de la ville-préfecture de Shijiazhuang.

## Démographie
La population du district était de 174 632 habitants en 1999.